# Loutkářská Chrudim
Loutkářská Chrudim je festival loutkového divadla a seminářů a workshopů pro veřejnost. Koná se v Chrudimi (okres Chrudim) od roku 1951 každý rok v letních měsících. Loutkářská Chrudim je cílem českých i zahraničních loutkářů, například z Norska či Islandu. Festival organizuje instituce NIPOS-ARTAMA a město Chrudim prostřednictvím Chrudimské besedy. Představení se odehrávají v Divadle Karla Pippicha, na prostranství za ním, v Muzeu loutkářských kultur a ve Spolkovém domě.

## Historie
První ročník Loutkářské Chrudimi se konal 2. července 1951 (předchůdcem festivalu byl jedenáctý valný sjezd loutkářů). Heslo festivalu znělo „Malé loutky velkými bojovníky za mír“. Uvedeno bylo pět moderních a čtyři klasické české hry a pět her ruských, celkem tedy čtrnáct představení. Rok 1951 byl také stým výročím narození Aloise Jiráska, proto byly některé jeho hry upraveny pro loutky a zahrány chrudimským souborem ku zahájení a ukončení festivalu. Kromě hlavních představení byl na festival zařazen vedlejší program, který obsahoval odborné přednášky, semináře a výstavy. Na prvním ročníku Loutkářské Chrudimi zatím nebyla vypsána soutěž o vytvoření nové loutkářské hry, která už další roky (kromě roku 1953, kdy se Loutkářská Chrudim vůbec nekonala) pravidelně vypisována byla. Pátý ročník festivalu byl finálním kolem celostátní soutěže, do kterého se postupovalo z krajských kol. Až v roce 1956 byl poprvé uveden i program mimo soutěž, ve kterém mimo jiné vystoupil i soubor z divadelní fakulty AMU. Po tomto roce se také souborům přestal přidělovat seznam her, které směly hrát. První mezinárodní ročník byl osmý. Do Chrudimi přijely soubory z NDR, Polska a Maďarska. Zahraniční soubory se znovu účastnily až čtrnácté Loutkářské Chrudimi. Z tohoto pohledu významný byl i ročník osmnáctý, v jehož rámci se konal 2. mezinárodní festival loutkářských amatérů. Na ten dorazily soubory až z Japonska, Belgie, Velké Británie, Francie a dalších států. Tento mezinárodní festival se v Chrudimi znovu konal v letech 1974 a 1979. V roce 1994 už na Loutkářské Chrudimi fungovaly i semináře pro děti i pro dospělé. Semináře jsou od té doby pravidelně uváděny. Také účast zahraničních souborů je již běžná. I přesto, že popularita loutkového divadla stále klesá, tak je Loutkářská Chrudim stále navštěvovaná. 

## Program 64. ročníku

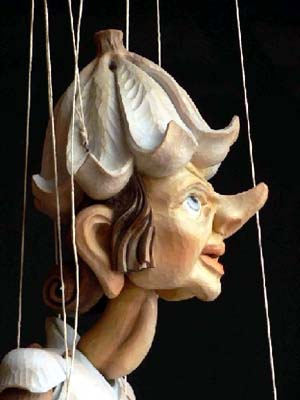
Loutka

Šedesátý čtvrtý ročník festivalu Loutkářská Chrudim se uskutečnil v termínu 30. června až 6. července 2015. Ve festivalovém programu bylo uvedeno celkem 113 představení. Šestnáct představení bylo uvedeno v hlavním programu, další dvě desítky inscenací byly uvedeny v programu doprovodném a inspirativním. K vidění byla i vystoupení zahraničních souborů, vystoupili loutkáři z Norska, Islandu, Slovenska a Jordánska. Diváci měli možnost navštívit i tři odborné přednášky a každý den festivalu se mohli realizovat v některé z tří loutkářských dílen. Ve čtvrtek 2. července bylo k vidění zážitkové vystoupení s názvem "Batosnění" určené rodičům s dětmi od 10 měsíců. Inscenace Metamorphosis, Norská pohádka a Na východ od slunce, na západ od měsíce byly finančně podpořeny grantem z Lichtenštejnska, Norska a Islandu.